# David Cutler-Kreutz
David Cutler-Kreutz ist ein US-amerikanischer Filmproduzent, Filmregisseur und Drehbuchautor, der für und mit seinem Film A Lien für einen Oscar nominiert ist.

## Biografie
Cutler-Kreutz arbeitete lange als Outdoor-Pädagoge und Reiseleiter und leitete Outdoor-Programme. Er arbeitete als Personaltrainer und Manager für YMCA Bold/Gold. An der Sequoyah High School war er stellvertretender Direktor für Feldstudien im Schuljahresprogramm. Zu seinen Aktivitäten zählen Klettern, Kajakfahren, Kanufahren, Bergsteigen, Rucksackreisen, Skifahren und weitere Sportarten. In seiner Freizeit ist Cutler-Kreutz begeisterter Musiker und Tänzer.
Mit dem Kurzfilm Trust Me von 2019 machte Cutler-Kreutz erstmals im Filmbereich auf sich aufmerksam, er trat als Co-Produzent des Films auf, bei dem sein Bruder  Sam Regie führte. Für den Kurzfilm Flounder arbeitete er erneut mit seinem Bruder zusammen. Der Film erhielt mehrere Nominierungen für eine Auszeichnung. Gezeigt werden zwei Freunde seit Kindertagen, die gemeinsam ein gefährliches Ritual durchlaufen, das ihre Freundschaft auf eine harte Probe stellt. Für den 2023 veröffentlichten Kurzfilm A Lien ist das Brüderpaar für den Oscar in der Kategorie „Bester Kurzfilm“ nominiert. Der Film handelt von einem Ehepaar und dessen Tochter, das sich während eines Green Card-Interviews einem gefährlichen Einwanderungsprozess ausgesetzt sieht und das unmenschliche System der US-Einwanderungsbehörde hautnah kennenlernt.
Auch für ihren 2024 veröffentlichten Kurzfilm Trapped wurden die Brüder wiederum ausgezeichnet und mehrfach für Preise nominiert. Darin geht es um einen alleinerziehenden Vater, der Hausmeister einer High School ist und seinen Sohn mit zur Arbeit nehmen muss. Er gerät mit seinem Kind in einen gefährlichen Kreislauf. Der Film stellt schlecht bezahlte Jobs den Privilegien der Eliten gegenüber. 
David und Sam Cutler-Kreutz arbeiten von New York und Los Angeles aus.

## Filmografie (Auswahl)
- 2019: Trust Me (Kurzfilm; Co-Produzent)
- 2022: Flounder (Kurzfilm; Drehbuch, Regie, Produzent)
- 2023: A Lien (Kurzfilm; Autor, Regie, Produzent)
- 2024: Trapped (Kurzfilm; Drehbuch, Regie, Produzent)

## Auszeichnungen (Auswahl)
2022 Ivano-Frankivsk International Short Film Festival 4:3: 
- nominiert für den Preis der Jury in einem internationalen Wettbewerb für und mit Flounder gemeinsam mit Sam Cutler-Kreutz

2022 Festival du Court-Métrage de Clermont-Ferrand: 
- nominiert für den Grand Prix in einem internationalen Wettbewerb für und mit Flounder gemeinsam mit Sam Cutler-Kreutz

2023 Austin Film Festival: 
- nominiert für den Preis der Jury in der Kategorie „Bester Kurzfilm“ für und mit A Lien gemeinsam mit Sam Cutler-Kreutz

2024 Palm Springs International ShortFest: 
- Gewinner Best U.S. Short für und mit Trapped gemeinsam mit Sam Cutler-Kreutz

2024 Philadelphia Film Festival:
- Lobende Erwähnung in der Kategorie „Bestes Kurzfilmdrama“ für und mit Trapped gemeinsam mit Sam Cutler-Kreutz

2024 SXSW Film Festival:
- nominiert für den SXSW Großen Preis der Jury in der Kategorie „Bester Kurzfilm“ für und mit Trapped gemeinsam mit Sam Cutler-Kreutz
- sowie Gewinner des Spezial-Jury Preises, wie zuvor

Oscarverleihung 2025: 
- Oscarnominierung für und mit A Lien in der Kategorie „Bester Kurzfilm“ gemeinsam mit Sam Cutler-Kreutz